# Rollinia pickelii
Rollinia pickelii é uma pequena árvore do Brasil, da vegetação de restinga dos estados  de Pernambuco e Paraíba.